# لويس إدواردو لوبيز
لويس إدواردو لوبيز (بالإسبانية: Luis Eduardo López)‏ (23 يونيو 1987 ببوينس آيرس في الأرجنتين - ) هو لاعب كرة قدم أرجنتيني في مركز الهجوم. لعب مع أتلتيكو جونيور.

## وصلات خارجية
- لويس إدواردو لوبيز على موقع قاعدة بيانات كرة القدم.إي يو (الإنجليزية)
- لويس إدواردو لوبيز على موقع Soccerway.com (الإنجليزية)